# Joanna Nowakowska-Dzimińska
Joanna Ewa Nowakowska-Dzimińska (ur. 2 stycznia 1989) – polska strzelczyni, wicemistrzyni świata, mistrzyni Europy.
Jest zawodniczką Zawiszy Bydgoszcz. W 2009 roku zdobyła mistrzostwo Europy juniorek w Osijeku, a rok później została wicemistrzynią świata seniorek w konkurencji karabinka sportowego 60 strzałów w pozycji leżąc. Uzyskała 597 pkt, tyle samo co zwyciężczyni, Tejaswini Sawant z Indii, wyrównując rekord świata. O pierwszym miejscu zawodniczki z Indii zadecydowała większa liczba dziesiątek centralnych.